# Priorato de Santa Catalina
El Priorato de Santa Catalina (en danés: Roskilde Kloster) era un priorato de frailes dominicos ubicados en Roskilde. Se disolvió en la Reforma protestante y una casa privada fue construida en el lugar, que en 1699 se convirtió en la Lutheran Roskilde Adelige Jomfrukloster (ahora conocida como Roskilde Kloster), una fundación Universitaria de la mujer.
Los dominicos establecieron el Priorato de Santa Catalina en Roskilde (la antigua capital de Dinamarca y la sede de la diócesis más importante de ese país, la diócesis de Roskilde o Zelandia) en 1231. 